# Vincent Harding
Vincent Gordon Harding (Harlem, Nueva York, 25 de julio de 1931 - Filadelfia, 19 de mayo de 2014) fue un historiador afroamericano y un estudioso de diversos temas con un enfoque en la religión y la sociedad estadounidense. Un activista social, conocido por su trabajo con Martin Luther King, Jr.. Además de haber sido autor de numerosos libros y copresidente del grupo de la unidad social Proyecto Veteranos de Esperanza, era profesor de Religión y Transformación Social en la Escuela de Illiff Teología en Denver, Colorado.

## Estudios
Estudió en escuelas públicas de Nueva York y graduó en la escuela secundaria de Morris, en el Bronx, en 1948. Después se matriculó en el City College de Nueva York, donde recibió una licenciatura en Historia en 1952. Al año siguiente obtuvo la maestría en Periodismo de la Universidad de Columbia. Prestó servicio militar en el Ejército entre 1953 y 1955. En 1956 recibió una maestría en Historia en la Universidad de Chicago. En 1965 obtuvo el Ph.D. en Historia por la Universidad de Chicago, donde fue asesorado por Martin E. Marty.

## Carrera
Conoció a líderes relacionados con el Seminario Bíblico Menonita y en 1957 aceptó una invitación para convertirse en pastor menonita. Fue desde entonces copastor de la iglesia menonita de Woodlawn en Chicago durante algunos años. Desafió a la iglesia hacia un testimonio más proactivo sobre las relaciones raciales. En 1959, con cuatro compañeros de iglesia en viajó al sur de Estados Unidos para investigar de primera mano las realidades y los conflictos de la segregación racial y fue a Montgomery (Alabama), para reunirse con Martin Luther King.
En 1960, Harding y su esposa Rosemarie Freeney Harding se mudaron a Atlanta, para participar en el Movimiento de Liberación del Sur, también conocido como el Movimiento por los derechos civiles en Estados Unidos, como representantes de la Iglesia menonita.  Fue cofundador de la Casa Menonita, un centro de servicio voluntario interracial y un lugar de reunión del Movimiento. La pareja viajó por todo el Sur en la década de 1960 a trabajar como conciliadores y como consejeros de los participantes en el Movimiento, participaron en las campañas de lucha contra la segregación de la Conferencia Sur de Liderazgo Cristiano (SCLC), en el Comité de Coordinación Estudiantil No Violento (SNCC) y el Congreso de la Discriminación Racial Igualdad (CORE). Vincent fue arrestado por liderar una manifestación en Albany, en julio de 1962. Dirigió un taller sobre la no violencia como un enfoque para el cambio social.
Vincent Harding ocasionalmente ayudaba a redactar discursos de Martin Luther King, incluido el famoso discurso contra la participación de Estados Unidos en la guerra de Vietnam, A Time to Break Silence ("Es hora de romper el silencio"), que King pronunció el 4 de abril de 1967 en la iglesia Riverside, en la ciudad de Nueva York, justo un año antes de ser asesinado.
Harding, la Escuela de Teología y en Pendle Hill (Centro Cuáquero para el Estudio y la Contemplación). Fue el primer director del Centro Memorial Martin Luther King Jr. y del Instituto del Mundo Negro, ambos ubicados en Atlanta. También se convirtió en consultor académico para la serie de televisión de PBS, Eyes on the Prize.
Harding se desempeñó como presidente de los Proyecto Veteranos de Esperanza: Un Centro para el Estudio de la Religión y la Renovación Democrática, con sede en la Escuela de Teología Iliff, en Denver. Harding enseñó en Iliff como profesor de Religión y Transformación Social, desde 1981 hasta 2004. Pasó sus últimos años poniendo en contacto a los jóvenes con los ancianos veteranos de la lucha por los derechos civiles, para que su experiencia fuera transmitida no sólo como la de figuras en los libros de historia, sino "como vida animada y magnífica". Fue un cristiano devoto, estricto partidario de la no violencia, luchador por la equidad racial y económica.
En 2004, falleció su esposa Rosemarie, con quien compartió su vida durante 44 años. En 2013, Vincent se casó con Aljosie Aldrich Harding.

## Obras
- How Europe Underdeveloped Africa (Walter Rodney y A M Babu), Washington D. C.: Howard University Press, 1981. ISBN 9780882580968
- The Other American Revolution, Center for Afro-American Studies, University of California, 1980. ISBN 9780934934060
- Martin Luther King Jr. and the Company of the Faithful (con Rosemarie Freeney Harding), Sojourners, 1986.
- There Is a River: The Black Struggle for Freedom in America, Harcourt Brace Jovanovich, 1981. ISBN 9780156890892
- We Changed the World: African Americans, 1945-1970 (The Young Oxford History of African Americans, V. 9), New York: Oxford University Press, 1997. ISBN 9780195087963
- Martin Luther King: The Inconvenient Hero, 1996, Maryknoll, NY: Orbis Book, 2008. ISBN 978-1-57075-736-5
- Hope and History: Why We Must Share the Story of the Movement, 1999, Maryknoll, NY: Orbis Book, 2009. ISBN 978-1-57075-857-7
- We Must Keep Going: Martin Luther King and the Future of America, New Society Publishers, 1988. ISBN 9780865711495
- A Certain Magnificence: Lyman Beecher and the Transformation of American Protestantism, 1775-1863 (Chicago Studies in the History of American Religion),[1] Carlson Pub., 1991. ISBN 9780926019430